# Uroxys productus
Uroxys productus är en skalbaggsart som beskrevs av Gilbert John Arrow 1933. Uroxys productus ingår i släktet Uroxys och familjen bladhorningar. Inga underarter finns listade i Catalogue of Life.